# Миле Латиновић
Миле Латиновић (Бравско, код Босанског Петровца, 18. март 1919 — Товарник, 7. децембар 1944) био је учесник Народноослободилачке борбе и народни херој Југославије.

## Биографија
Рођен је 18. марта 1919. у селу Бравско, у Јасеновцу, код Босанског Петровца, од оца Које и мајке Јелице Латиновић, као четврто дијете и трећи син. Завршио је основну школу, а потом је радио сеоске послове, а једно вријеме, непосредно пред одслужење војног рока, радио је као дрвосјеча. Априлски рат 1941. га је затекао у војсци. Избјегао је заробљавање и дошао кући са оружјем и ратном опремом.
Заједно са три брата ступио је у партизане 27. јула 1941. и у првим борбама истакао се храброшћу. Предњачио је у борбама против усташа и касније Италијана код Санског Моста и Кључа; у вишедневним борбама са јаким италијанским снагама на Бравску, у нападу на Приједор 19. маја, када је предводио бомбашко одјељење и отворио чети пут кроз линије одбране. И у борбама за ослобођење Санице и Кључа 26. до 30. јула предводио је бомбаше и јуришао пред Бравском четом.
Бравска чета је ушла у састав Треће крајишке бригаде и од тада је Миле борац ове прослављене јединице. Бомбама је крчио пролаз кроз непријатељску одбрану на Бихаћу а у нападу на Јајце, 23. новембра 1942, био је тешко рањен али је остао у строју док отпор непријатеља није био сломљен. Послије опоравка од ране у бригаду се вратио пред почетак Четврте непријатељске офанзиве. У бици на Неретви, одбијао је бомбама њемачке нападе од Горњег Вакуфа. Увијек је био међу првима у многобројним борбама које је водила Трећа крајишка бригада у наступању ка Дрини и кроз Санџак и у бици на Сутјесци. У нападу на Сињевац и Вис у Зеленгори упао је у њемачки распоред и борцио се прса о прса са Нијемцима.
У нападу Треће крајишке бригаде на Бугојно 22. августа 1943, Миле се приближио бункерима у које је бацио ручне бомбе и ликвидирао посаду. У нападу на Зеницу, 10. октобра 1943, предводи групу бомбаша, провукао се у непријатељску одбрану, разоружао стражу и у бункеру разоружао 11 непријатељских војника. Још смјелији подвиг извео је приликом напада на Бању Луку. Са својим водом провукао се кроз спољну одбрану и упао у зграду гдје су њемачки официри-пилоти чекали нову 1944. годину, без борбе их је разоружао и спровео у штаб. Послије борби у Бањој Луци, постао је замјеник командира чете.
У прољеће 1944. на подручју Ливна руководио је минерским одјељењем, које је уништило пет њемачких тенкова. На исти начин уништио је неколико њемачких тенкова, за вријеме борби са њемачким моторизованим колонама које су покушале да продру у Дрвар за вријеме ваздушног десанта 25. маја. Приликом преласка пруге Сарајево-Коњиц 27. јула 1944. Миле је са четом уништио непријатељску посаду у бункерима и рововима, а потом сам ручним противтенковским бацачем зауставио напад непријатељског оклопног воза.
Нове подвиге извео је у продору Треће крајишке бригаде кроз Санџак и западну Србију августа 1944. године. Тада је са четом 22. августа, изненадним нападом у шуми на путу Котор Варош-Кокин Брод уништио непријатељску посаду, гдје је било 19 мртвих и 23 рањена њемачка војника; а два дана ксније у нападу на Палисад и Чајетину, које су бранили бугарски фашисти, Миле је са четом пресјекао одступницу Бугарима, и уништио једну бугарску батерију топова. Почетком септембра, у борбама са главнином четничких снага, а затим са њемачком моторизованом колоном код Младеновца, поново се исказао. Тада је био постављен за командира чете. У борбама за ослобођење Београда, на правцу наступања Треће крајишке бригаде, Миле је са својом четом опколио зграду у којој је било око 300 жандара са командантом београдске жандармерије, сломио њихов отпор и принудио их на предају.
Послије ослобођења Београда Миле је примио дужност команданта Петог батаљона Треће крајишке бригаде. Почетком децембра бригада је водила борбу у Срему потискујући њемачке снаге на запад. У једном јуришу, идући пред својим батаљоном, 7. децембра 1944. Миле је био смртно рањен. Истога дана и на истом фронту у истој јединици погинуо је и његов брат Илија, првоборац од 1941. године. Сахрањен је на гробљу у Руми.
Указом председника ФНР Југославије Јосипа Броза Тита, 24. децембра 1953. проглашен је за народног хероја.